# KCNJ5
KCNJ5 es el gen que codifica para la proteína GIRK4 (G-protein-activated inwardly-rectifying potassium channels). GIRK4 es miembro de una familia de canales iónicos activados por proteínas G.

## Estructura
Los canales GIRK4 forman poros transmembrana altamente selectivos al potasio. Está constituido por dos hélices transmembrana con un dominio intracitoplasmático largo, de manera que los dominios N- y C-terminal quedan en el lado citosólico. Presenta un lazo extracelular, formado por una secuencia de aminoácidos muy conservada entre canales de K+: Gly-Tyr-Gly. GIRK4 suele expresarse en tejidos formando las subunidades de un tetrámero, junto con GIRK1, GIRK2 y GIRK3 (heterotetrámero), aunque también puede formar homotetrámeros. Los canales heterotetraméricos GIRK4-GIRK1 se denominan en el corazón IKACh, ya que, aunque puede activarse por diversos neurotransmisores y hormonas, la acetilcolina fue su primer agonista identificado.

## Localización
Los canales GIRK se localizan en la membrana plasmática de células de diferentes tejidos. Se encuentra en tejidos excitables, como las neuronas centrales y periféricas, el corazón, así como en tejidos endocrinos y no excitables como las plaquetas. En mamíferos, dentro del tejido cardíaco, los canales IKACh se localizan en el nodo sinoauricular, nodo atrioventricular, tejido conductivo y fibras de Purkinje, y en miocitos ventriculares dentro de algunas especies.

## Función
Los poros formados por GIRK4 participan en el mantenimiento de un estado hiperpolarizado de las células junto con otros canales de K+, permitiendo la salida de flujo de K+ hacia el exterior. El gradiente de K+ generado en la membrana a través de GIRK es controlado por la oclusión de GIRK. GIRK se cierra en presencia de poliaminas y Mg2+ como consecuencia del voltaje. Su activación ocurre a través de la interacción de sus dominios con las subunidades βγ de proteínas G, participando el fosfatidilinositol 4,5-bifosfato. Por el contrario, la fosfolipasa C media su activación. Mutaciones en el gen de KCNJ5 se asocian a la aparición de hiperaldosteronismo esporádico y familiar.

## Función cardiaca
Normalmente los canales de potasio IKACh tienen un efecto inhibitorio de la despolarización de la fibra muscular y retrasan la generación de impulsos espontáneos desde el nodo sinoauricular. Por tanto, el bloqueo de los canales IKACh está implicado en la función cardiaca y en la patogénesis de enfermedades electrofisiológicas cardiacas, como las arritmias o la fibrilación auricular.
Investigaciones en mamíferos grandes demuestran que el desarrollo de fibrilación auricular se asocia con un incremento del tono vagal. La estimulación vagal activa los canales de IKACh y disminuyen el Periodo Refractario Efectivo favoreciendo la fibrilación auricular. Modelos de ratón knockout para el gen de KCNJ5, mostraron incapacidad para responder a estímulos parasimpáticos y una prolongación del Periodo Refractario Efectivo de los ventrículos, así como taquicardia, en comparación con los ratones wild type. Además, muestran un acortamiento de los ciclos sinusales, ya que el nodo sinoauricular se recupera más rápidamente por la falta de IKACh.
Asimismo, la mutación Gly387Arg en el gen KCNJ5 en heterocigotos se asociada con el Síndrome de QT largo congénito, enfermedades cardíacas y arritmias debido a la reducida expresión de GIRK4 en la superficie de las células. Mediante un estudio de asociación del genoma completo se mostró la existencia de polimorfismos en loci de los promotores de los genes de KCNJ5, que se asociaban con riesgo de fibrilación auricular.
Se han propuesto diferentes tratamientos para las arritmias ventriculares, una de ellas el empleo de antagonistas de canales IKACh que prolongan su Periodo Refractario Efectivo, sin embargo, el efecto que ejercería sobre los nodos sinoauriculares sería opuesto, con un aumento del ritmo cardíaco.